# Bombardement du 16 mars 1944 sur Clermont-Ferrand
Le bombardement du 16 mars 1944 sur Clermont-Ferrand est un bombardement aérien de nuit de la Royal Air Force pendant la Seconde Guerre mondiale, visant à détruire l'usine Michelin de Cataroux à Clermont-Ferrand (Puy-de-Dôme, France) pour faire cesser la production de pneumatiques Metalix à destination des Allemands. Le bombardement détruit une grande partie de l'usine, la rendant inopérante pendant plusieurs mois mais en touchant des cités ouvrières proches, fait 21 morts, 24 blessés et 300 sans-abri.

## Choix de la cible
Pour les Alliés la production de pneus de Michelin représente une menace, une grande partie étant prélevée par l'Allemagne pour ses camions. Dès 1943, la Résistance locale, avec la complicité d'employés de Michelin, procède à différents sabotages. Un stock de 30 000 pneus destinés à l'Allemagne est aussi incendié à Pont-du-Château,. Mais les Alliés souhaiteraient faire stopper toute production.
Le Special Operations Executive (SOE) britannique envoie un émissaire à Clermont qui avec l'aide de résistants locaux essayent de convaincre la direction de Michelin de laisser saboter ses usines — comme cela avait été fait avec Peugeot — pour éviter un bombardement plus aléatoire et plus risqué en vies humaines. Devant le refus de la direction de Michelin — ce qui lui sera reproché après guerre —, les Alliés décident d'un bombardement. Les différents sites de production de pneumatiques de Clermont sont étudiés, tous situés au nord de la ville mais tous présentent l'inconvénient d'avoir des habitations à proximité. La Société générale des établissements Bergougnan est écartée. Sous direction des Allemands, son rendement est faible avec des difficultés à travailler le caoutchouc synthétique. Michelin possède 5 sites dont deux majeurs: l'ancienne usine des Carmes et la nouvelle usine de Cataroux. C'est finalement ce dernier site qui est choisi pour deux raisons: il  est plus éloigné du centre-ville et l'usine des Carmes est tributaire de celle de Cataroux. C'est en effet uniquement dans cette dernière que sont fabriqués pour les deux usines le textile des pneus et qu'est procédé au mélange du caoutchouc avec différentes compositions chimiques. L'usine emploie alors 1 600 personnes travaillant en 3 équipes.

## Choix des unités de la RAF et procédure prévue
C'est le 617e escadron de la RAF qui est choisi pour ce bombardement. Formé en mars 1943 pour le bombardement délicat de 4 barrages dans la Ruhr, il est désormais spécialisé dans les bombardements de précision, ce que ne sait globalement pas faire la RAF. Dans la nuit du 8 au 9 février 1944, elle a inauguré avec succès une nouvelle technique de bombardement à basse altitude sur l'usine Gnome et Rhône à Limoges. Le raid a été un succès complet: l'usine a été gravement endommagée, seulement 5 blessés dans la population civile et aucun avion abattu. Cette technique nécessite un marque précis de la cible à très basse altitude ce qui est dangereux pour des appareils lourds s'il y a une défense anti-aérienne conséquente. 15 Avro Lancaster, des bombardiers quadri-moteurs, du 617e seront engagés.
Ils vont être aidés par 6 Avro-Lancaster du 106e escadron qui équipés d'instruments de navigation spéciaux, dont le radar H2S. Leur but est de larguer au-dessus de la cible des fusées éclairantes. Le leader du 617e escadron marquera ensuite plus nettement la cible à l'aide de marqueurs rouges et 3 autres avions la bombarderont avec des bombes incendiaires de 15 kg pour renforcer ce marquage. Les avions largueront ensuite des bombes de forte puissance, les bombes HC (pour high contenance) de 6 000 kg, nommés ainsi car leur rapport poids/explosif est très élevé (68%) avec une enveloppe relativement fine. Ces bombes, surnommées « les briseuses d'usine » ne pénètrent pas dans le sol mais traversant les toitures, explose à la surface provoquant un maximum de dégâts par effet de souffle.
Sur les 15 Lancaster du 617e de la mission, 10 emportent cette bombe.
La mission est commandée par le Wing commander Leonard Cheshire, secondés par les officiers Munro, Shannon et Mc Carthy.

## Déroulement et conséquences
Le raid aérien se déroule dans la nuit du 16 mars 1944, une nuit pendant laquelle la lune était faible (plusieurs autres bombardements britanniques en France et en Allemagne se dérouleront cette même nuit).
À 22 h 25, la Défense passive de Clermont a été alertée par celle de Limoges de l'arrivée d'avions et prévient aussitôt les différentes usines qui commencent à éteindre les lumières et les 200 ouvriers de l'équipe de nuit de Cataroux gagnent les abris. Les sirènes commencent aussi à sonner dans la ville pour avertir les habitants de descendre aux abris.
Dans les cités ouvrières de Montferrand proches de l'usine, les rares caves abris sont vite saturées et il ne reste que quelques tranchées creusées à cet effet. Beaucoup d'habitants choisissent de s'éloigner de l'usine en montant sur les côtes de Chanturgues. D'autres, niant le danger resteront dans leurs maisons. C'est parmi ces derniers que l'on comptera le plus de victimes.
Les bombardiers ne rencontrent aucune difficulté lors de leur vol aller. Les Lancaster du 617e sont même en avance de 10 minutes, à 22h30 sur l'horaire prévu et doivent attendre au-dessus de Clermont l'arrivée du 106e Squadron.
À 22 h 39, un Lancaster survole à basse altitude Montferrand pour baliser la cible, larguant des fusées éclairantes avec des parachutes et des marqueurs rouges. Quelques minutes plus tard, à 22 h 46, une escadrille de Lancaster débute le bombardement qui s'achève 31 minutes plus tard, à 23 h 17.
L'usine de Cataroux est gravement touchée : la plupart des ateliers sont éventrés, 30 % des murs des bâtiments sont écroulés ou si sérieusement lézardés qu’il faudra les abattre ; de même pour plus de la moitié des cloisons intérieures. L'usine étant vide à cette heure-là, aucune victime n'est à déplorer. La production ne pourra reprendre qu'après plusieurs mois, après la libération de la ville par la Résistance le 27 août 1944.
Le bombardement touche aussi les cités ouvrières de Chanteranne, de la Foncimagne et de la Rodade, y faisant 21 morts, 24 blessés et 300 sans-abri. 1 100 logements subissent des dégâts : 24  immeubles totalisant 86 logements doivent être rasés, 170 logements sont complètement inhabitables et 420 logements ont subi d'importants dégâts.
Quelques jours plus tard le maréchal Pétain visite une des cités bombardées, des blessés à l'Hôtel-Dieu et de la chapelle ardente.

## Autres bombardements sur Clermont-Ferrand
Clermont-Ferrand a été assez épargnée par les bombardements pendant la guerre. Outre le bombardement de l'usine de Cataroux, l'aérodrome d'Aulnat (actuel aéroport de Clermont-Ferrand-Auvergne), occupé par la Luftwaffe et l'Atelier industriel de l'air (AIA), situé juste à son sud-est et où se trouvait une chaine de montage et de réparation de moteurs BMW 801 des chasseurs Focke-Wulf Fw 190, subiront aussi des bombardements lourds et des raids.
L'aérodrome subira une douzaine de raids par des chasseurs-bombardiers de Havilland Mosquito à partir de mi-1943, visant principalement à détruire des avions au sol, et un bombardement lourd par l'USAAF dans la matinée du 30 avril 1944.
L'AIA subira un bombardement par la RAF, dans la nuit du 10 au 11 mars 1944, quelques jours avant celui de l'usine de Cataroux, puis dans la nuit du 30 avril, de nouveau par la RAF, en parallèle du bombardement américain sur l'aérodrome.
Ce sont les trois seuls bombardements aériens que connurent la ville et ses environs pendant la guerre.